# Zespół Cornelii de Lange
Zespół Cornelii de Lange (zespół Brachmanna i de Lange, zespół karłowatości amsterdamskiej de Lange, typus degenerativus amstelodamensis, ang. Cornelia de Lange Syndrome, CdLS) – grupa zespołów wad wrodzonych uwarunkowanych genetycznie, o możliwym różnym typie dziedziczenia (autosomalne dominujące, autosomalne recesywne, sprzężone z płcią, mutacje de novo), których wspólną cechą jest współistnienie następujących objawów:
- niepełnosprawność intelektualna
- opóźnienie wzrastania i w wyniku tego niski wzrost (jako dorośli osiągają wzrost rzędu 120–150 cm)
- krótkogłowie
- niskie osadzenie uszu
- szyja z podłużnym fałdem skórnym przechodząca na klatkę piersiową (płetwistość szyi)
- zrośnięte brwi (synophrys), które są bardzo wyraźne, jakby narysowane ołówkiem, zwykle z długimi rzęsami
- długa warga górna, kąciki ust skierowane są ku przodowi, podobnie jak nozdrza, podbródek jest mały
- wady kończyn – płaskie, małe dłonie i stopy, czasami występuje brak palców
- częste wady serca
- refluks żołądkowo-przełykowy
- głuchota.

Nazwa pochodzi od nazwiska Cornelii de Lange, która w 1933 roku w Amsterdamie opisała po raz pierwszy ten zespół chorobowy.

## Etiologia
Około połowa przypadków zespołu Cornelii de Lange (CdLS1) jest spowodowana mutacją w położonym na chromosomie 5 genie NIPBL, który koduje białko wchodzące w skład kohezyny – kompleksu łączącego siostrzane chromatydy podczas mitozy. Sprzężona z płcią odmiana tej choroby (CdLS2) spowodowana jest mutacją w położonym na chromosomie X genie SMC1L1, kodującym inny składnik tego kompleksu, a CdLS typu 3 – mutacją w położonym na chromosomie 10 genie SMC3, również kodującym składnik tego kompleksu.